# Galimsjan Salichowitsch Chussainow
Galimsjan Salichowitsch Chussainow (russisch Галимзян Салихович Хусаинов; tatarisch Галимҗан Хөсәенов; * 27. Juni 1937 in Nowoje Iglaikino, Tatarische ASSR; † 5. Februar 2010 in Moskau) war ein russischer Fußballspieler tatarischer Herkunft, der insbesondere für seine Zeit bei Spartak Moskau bekannt ist.

## Leben und Karriere
Galimsjan Chussainow wurde 1937 in Nowoje Iglaikino, in Tatarstan, geboren. Das Fußballspielen begann er bei Dynamo Kuibyschew, seine Profikarriere begann der nur 1,64 Meter große Stürmer 1957 bei Krylja Sowetow Kuibyschew, damals ein sowjetischer Erstligist. 1960 wurde er erstmals in die sowjetische Nationalmannschaft einberufen. 
Nach drei Spielzeiten wurde er schließlich vom damaligen Rekordmeister Spartak Moskau verpflichtet. Dort wurde „Gilja“, wie Chussainow häufig genannt wurde, schnell zum Stammspieler und konnte 1962 mit seiner Mannschaft sowjetischer Meister werden, 1963 gewann er mit Spartak auch den sowjetischen Pokal. 1965 konnte er den Pokal erneut gewinnen.
Mit der Nationalmannschaft konnte Chussainow seinen größten Erfolg bei der Fußball-Europameisterschaft 1964 feiern, als er mit der Mannschaft das Finale erreichte, letztlich aber gegen Spanien mit 2:1 unterlag. Chussainow schoss dabei das Tor für die sowjetische Mannschaft und erreichte damit den zwischenzeitlichen Ausgleich. Bei der Fußball-Weltmeisterschaft 1966 konnte Chussainow mit der Nationalmannschaft den vierten Platz erreichen.
1969 wurde er mit Spartak Moskau erneut sowjetischer Meister, 1971 konnte er mit seinem Verein auch noch einmal den sowjetischen Pokal erringen. 1973 beendete er schließlich seine aktive Spielerkarriere. In der internen Rekordtorschützenliste von Spartak Moskau steht Chussainow mit 102 Toren heute auf Platz 3, hinter Nikita Simonjan und Sergei Rodionow.
Anschließend war Chussainow noch als Assistenztrainer bei verschiedenen Vereinen tätig, so unter anderem bei Spartak Naltschik, seinem alten Verein Spartak Moskau und zuletzt (1980–1982) bei Pachtakor Taschkent. Anschließend zog er sich endgültig aus dem Fußball zurück.
2010 starb Galismjan Chussianow in Moskau an einer Atrophie, an der er bereits seit 15 Jahren litt. Er wurde auf dem Danilow-Friedhof beerdigt.